# Chris Dowe
Chris Dowe, né le 26 août 1991 à Louisville dans le Kentucky, est un joueur américain de basket-ball évoluant au poste d'arrière.

## Carrière
Après avoir fini son cursus en NCAA II à Bellarmine, Chris Dowe joue au Portugal à Sampaense Basket. Ensuite, il évolue deux saisons en Pro B française, d'abord à Aix-Maurienne, puis à Hyères-Toulon. 
En juin 2016 Dowe signe avec le Basic-Fit Brussels pour une saison. Il amène le Brussels jusqu'en finale des play-offs mais s'incline 3-1 face à Ostende. 
En juillet 2017 il suit son entraineur du Brussels Serge Crèvecoeur et rejoint l'Élan béarnais en Pro A.
Au mois de juillet 2020, il s'engage pour une saison au Maccabi Haïfa en première division israélienne.
En mars 2022 Dowe signe au Brose Bamberg pour le restant de la saison de Basketball Bundesliga